# (947) Monterosa
(947) Monterosa és un asteroide del cinturó principal descobert per l'astrònom Arnold Schwassmann en 1921 des de l'observatori d'Hamburg-Bergedorf, Bergedorf, Hamburg (Alemanya).
Porta el seu nom en honor de Monterosa, un vaixell en el qual els membres de la universitat d'Hamburg feien travessies per la Mar del Nord.
S'estima que té un diàmetre de 26,90 ± 1,7 km. La seva distància mínima d'intersecció de l'òrbita terrestre és d'1,06925 ua. El seu TJ és de 3,290.
Les observacions fotomètriques recollides d'aquest asteroide mostren un període de rotació de 5,164 hores, amb una variació de lluentor de 9,9 de magnitud absoluta.